# Museu Arqueològic de Nàuplia
El Museu Arqueològic de Nàuplia és un destacat museu de la ciutat de Nàuplia, a l'Argòlida, Grècia.

## Història del museu
El museu es troba en un edifici monumental del període venecià construït el 1713 per tenir la funció d'arsenal de la flota veneciana. La transformació en museu se'n feu cap al 1933 (o al 1926 segons altres fonts), a causa de la necessitat de trobar un espai per a la conservació de les troballes de les excavacions de l'Institut Suec d'Atenes a Àsine i Dendra, per això s'habilità una sala a la segona planta de l'edifici. El museu es remodelà entre 2003 i 2008.

## Col·leccions
El museu conté una col·lecció d'objectes procedents de jaciments arqueològics de quasi tota la zona d'Argòlida, tret de Micenes, Argos i Lerna, que tenen els seus propis museus. En el cas d'Epidaure, es troben al museu objectes de la denominada «antiga Epidaure», però els del més recent Asclepièon d'Epidaure se'n troben en un altre museu.
Els objectes pertanyen a períodes compresos entre la prehistòria i l'antiguitat tardana. A més dels trobats en les excavacions de l'Institut Suec d'Atenes, també recull moltes troballes d'excavacions d'arqueòlegs grecs i també de l'Escola Nord-americana d'Estudis Clàssics.
Està distribuït en dues sales i vuit seccions temàtiques. La primera sala exposa objectes dels períodes prehistòrics. Els més antics pertanyen al Paleolític (32000-21000 ae) i procedeixen del congost de Kleisura. Després s'exhibeixen les troballes de la cova Franchthi, que tingué un llarg període d'ocupació. Continua amb els jaciments de l'hel·làdic antic, ja present a Tirint, Àsine i Berbati, però també en altres llocs d'Argòlida. A l'hel·làdic mitjà pertanyen una sèrie d'objectes procedents sobretot d'Àsine i de tombes de Prònea (a l'àrea de Nàuplia), Midea i Tirint. Hi destaca també una làpida funerària procedent de Berbati.
El període micènic se'n reflecteix en troballes procedents de Tirint, Midea —que eren en aquesta època dos centres destacats— i Àsine. A aquest període pertanyen també troballes de tombes d'Evangelístria (a l'àrea de Nàuplia), Àsine, Dendra, l'antiga Epidaure i del tolos de Kazarma. A més, hi ha una exposició sobre la guerra i la caça en època micènica.
La segona sala exposa objectes de períodes històrics a partir de l'edat del ferro. Entre els objectes exhibits hi ha ceràmica protogeomètrica, objectes del període geomètric procedents de les necròpolis d'Àsine, Nàuplia, Tirint i Berbati, i objectes de culte de l'època arcaica procedents sobretot de Tirint. Hi ha altres troballes de l'època clàssica provinents d'Haliees i Hermíona. També hi destaca una casa de camp del s. VI originària de Pirguti, prop de Berbati.
A més, hi ha una secció separada on s'exposen objectes provinents de diverses donacions privades.

## Galeria d'imatges

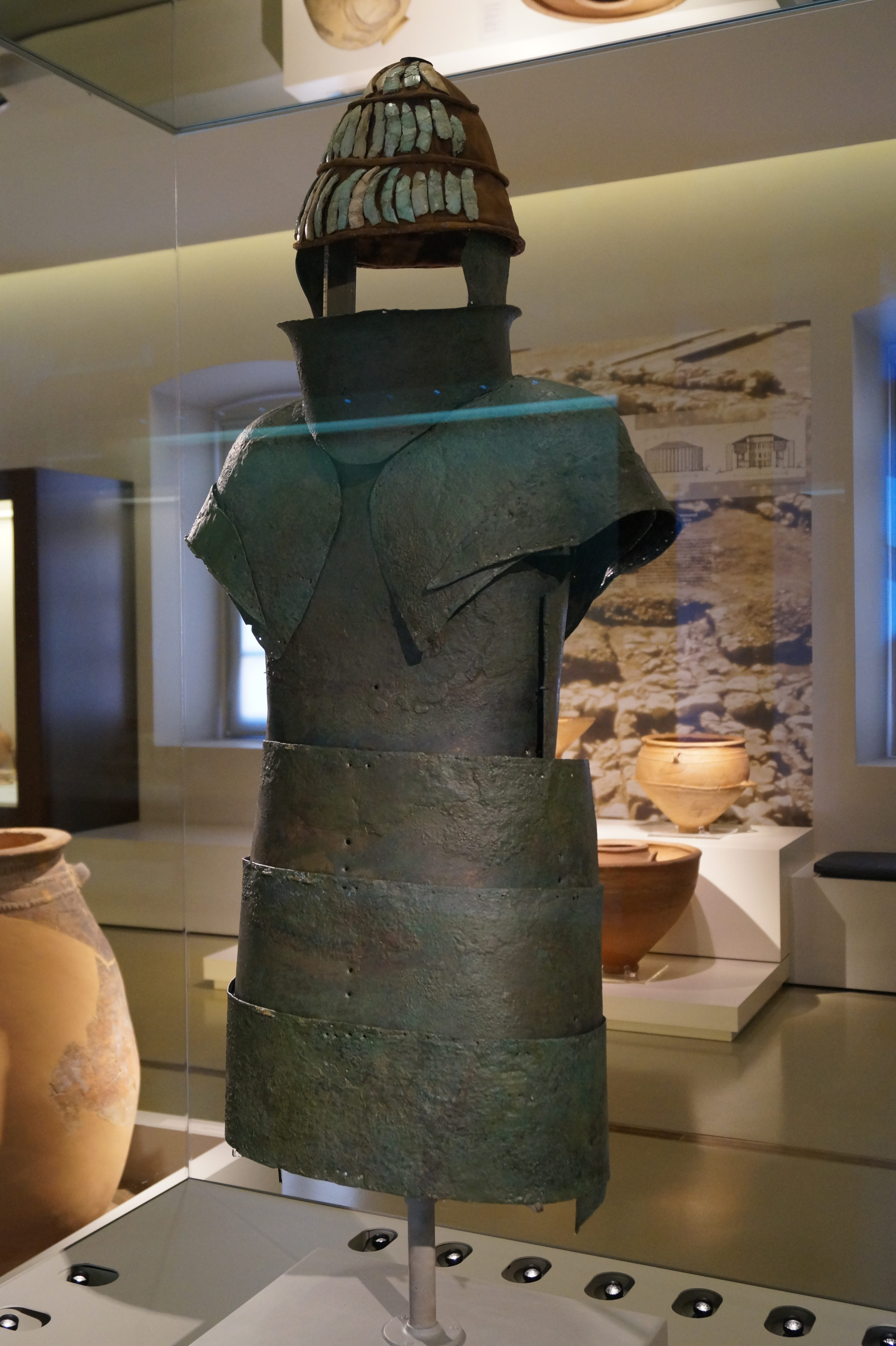
Panòplia micènica de Dendra
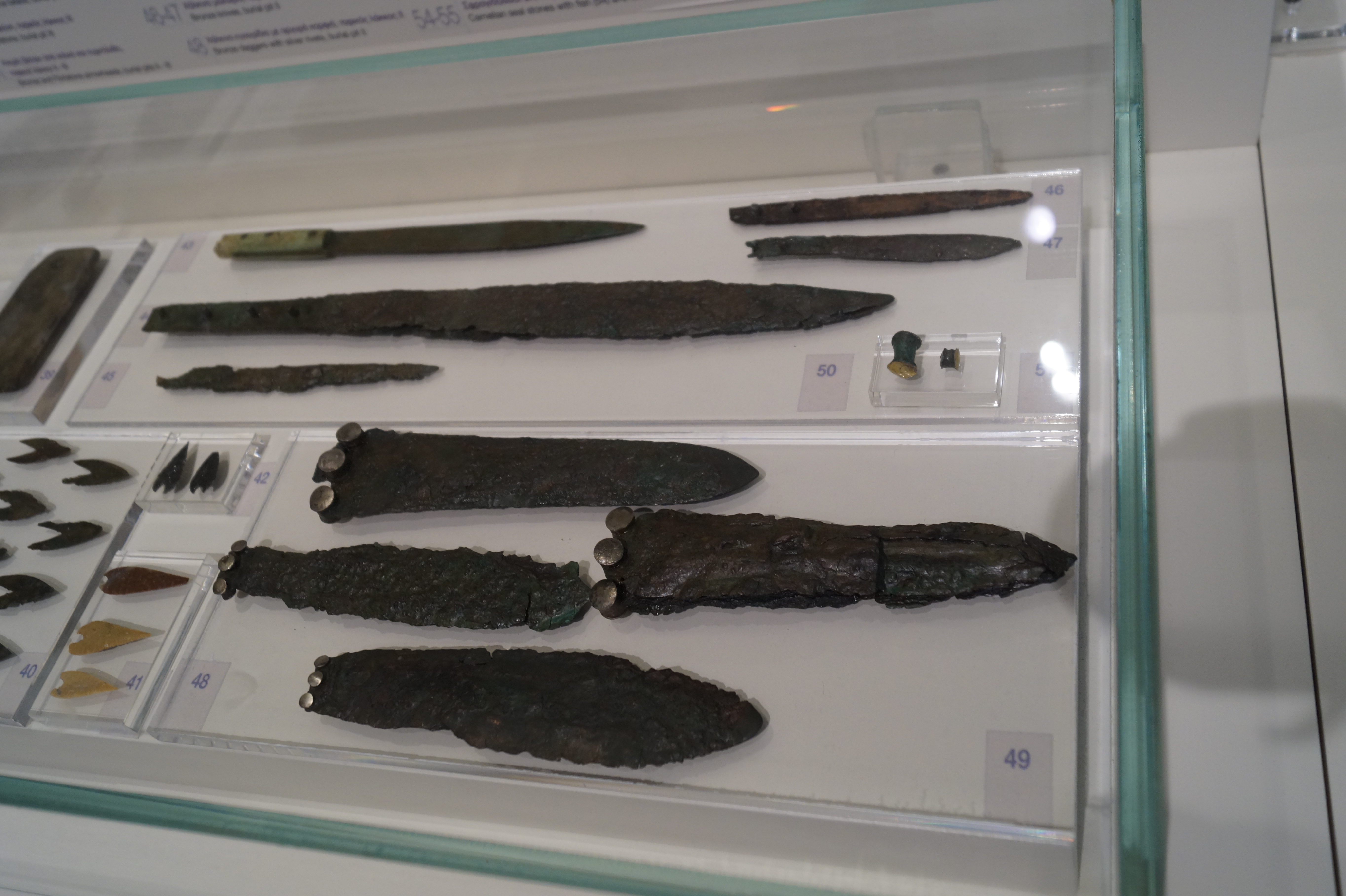
Armes de bronze del tolos de Kazarma (s. XV ae)
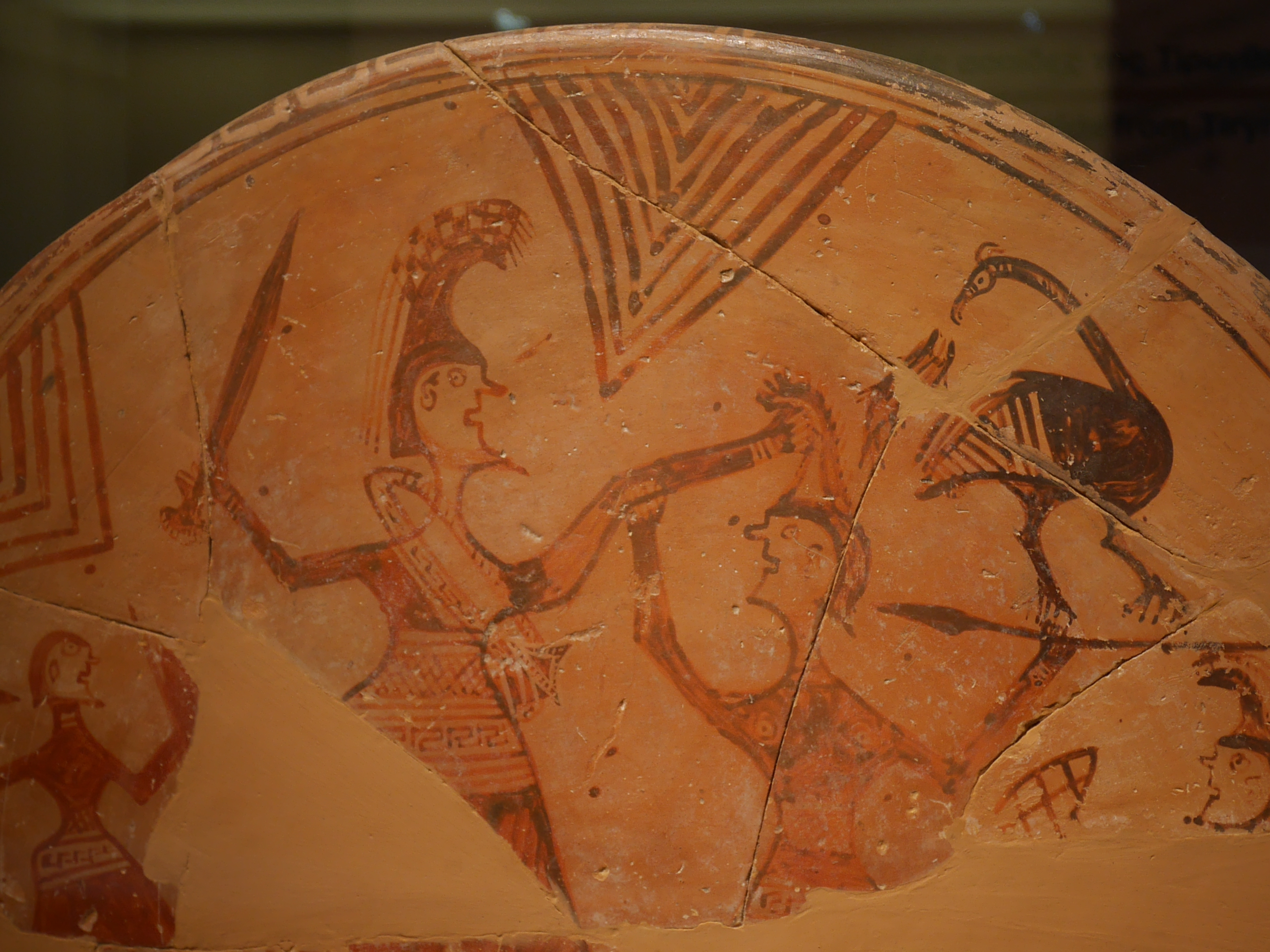
Peça de terracota trobada a Tirint que potser representa Aquil·les matant Pentesilea, o Orestes assassinant Clitemnestra